# Ronde van Catalonië 2019
De 99e editie van de Ronde van Catalonië (Catalaans: Volta a Catalunya) was een wielerwedstrijd die begon op 25 maart en eindigde op 31 maart 2019. De ronde maakt deel uit van de UCI World Tour 2019. Titelverdediger was de Spanjaard Alejandro Valverde en hij werd opgevolgd door de Colombiaan Miguel Ángel López.

## Deelnemende ploegen
| 18 UCI World Tour-ploegen | 18 UCI World Tour-ploegen | 18 UCI World Tour-ploegen | 7 wildcards                   |
| ------------------------- | ------------------------- | ------------------------- | ----------------------------- |
| AG2R La Mondiale          | EF Education First        | Team INEOS                | Arkéa Samsic                  |
| Astana Pro Team           | Groupama-FDJ              | Team Jumbo-Visma          | Burgos-BH                     |
| Bahrain-Merida            | Lotto Soudal              | Team Katjoesja Alpecin    | Caja Rural-Seguros RGA        |
| BORA-hansgrohe            | Movistar Team             | Team Sunweb               | Cofidis                       |
| CCC Team                  | Mitchelton-Scott          | Trek-Segafredo            | Euskadi Basque Country-Murias |
| Deceuninck–Quick-Step     | Team Dimension Data       | UAE Team Emirates         | Roompot-Charles               |
|                           |                           |                           | Wanty-Gobert                  |
|                           |                           |                           |                               |

## Etappeoverzicht
| etappe | datum    | start                 | finish                | afstand | type       | winnaar               | Leider             |
| ------ | -------- | --------------------- | --------------------- | ------- | ---------- | --------------------- | ------------------ |
| 1      | 25 maart | Calella               | Calella               | 164     | Heuvelrit  | Thomas De Gendt       | Thomas De Gendt    |
| 2      | 26 maart | Mataró                | Sant Feliu de Guíxols | 179,6   | Vlakke rit | Michael Matthews      | Thomas De Gendt    |
| 3      | 27 maart | Sant Feliu de Guíxols | Setcases              | 179     | Bergrit    | Adam Yates            | Thomas De Gendt    |
| 4      | 28 maart | Llanars               | La Molina             | 150,3   | Bergrit    | Miguel Ángel López    | Miguel Ángel López |
| 5      | 29 maart | Puigcerdà             | Sant Cugat del Vallès | 188,1   | Vlakke rit | Maximilian Schachmann | Miguel Ángel López |
| 6      | 30 maart | Valls                 | Vila-seca             | 174,3   | Heuvelrit  | Michael Matthews      | Miguel Ángel López |
| 7      | 31 maart | Barcelona             | Barcelona             | 143,1   | Heuvelrit  | Davide Formolo        | Miguel Ángel López |

## Etappe-uitslagen

### 1e etappe
| Calella – Calella (164 km) |                       |                               |          |
| Plaats                     | Naam                  | Ploeg                         | Tijd     |
| Winnaar                    | Thomas De Gendt       | Lotto Soudal                  | 4u14'32" |
| 2                          | Maximilian Schachmann | BORA-hansgrohe                | + 2'38"  |
| 3                          | Grega Bole            | Bahrain-Merida                | + 2'42"  |
| 4                          | Michael Matthews      | Team Sunweb                   | z.t.     |
| 5                          | Mikel Aristi          | Euskadi Basque Country-Murias | z.t.     |
| 6                          | André Greipel         | Arkéa Samsic                  | z.t.     |
| 7                          | Daryl Impey           | Mitchelton-Scott              | z.t.     |
| 8                          | Egan Bernal           | Team Sky                      | z.t.     |
| 9                          | Nick van der Lijke    | Roompot-Charles               | z.t.     |
| 10                         | Patrick Bevin         | CCC Team                      | z.t.     |

| Algemeen klassement |                       |                               |          |
| Plaats              | Naam                  | Ploeg                         | Tijd     |
|                     | Thomas De Gendt       | Lotto Soudal                  | 4u14'16" |
| 2                   | Maximilian Schachmann | BORA-hansgrohe                | + 2'48"  |
| 3                   | Grega Bole            | Bahrain-Merida                | + 2'54"  |
| 4                   | Alejandro Valverde    | Movistar Team                 | + 2'56"  |
| 5                   | Egan Bernal           | Team Sky                      | + 2'57"  |
| 6                   | Luis Ángel Maté       | Cofidis                       | z.t.     |
| 7                   | Michael Matthews      | Team Sunweb                   | + 2'58"  |
| 8                   | Mikel Aristi          | Euskadi Basque Country-Murias | z.t.     |
| 9                   | André Greipel         | Arkéa Samsic                  | z.t.     |
| 10                  | Daryl Impey           | Mitchelton-Scott              | z.t.     |
|                     |                       |                               |          |
| 11                  | Nick van der Lijke    | Roompot-Charles               | z.t.     |

### 2e etappe
| Mataró – Sant Feliu de Guíxols (179,6 km) |                       |                       |          |
| Plaats                                    | Naam                  | Ploeg                 | Tijd     |
| Winnaar                                   | Michael Matthews      | Team Sunweb           | 4u09'34" |
| 2                                         | Alejandro Valverde    | Movistar Team         | z.t.     |
| 3                                         | Daryl Impey           | Mitchelton-Scott      | z.t.     |
| 4                                         | Maximilian Schachmann | BORA-hansgrohe        | z.t.     |
| 5                                         | Odd Christian Eiking  | Wanty-Gobert          | z.t.     |
| 6                                         | James Knox            | Deceuninck–Quick-Step | z.t.     |
| 7                                         | Patrick Bevin         | CCC Team              | z.t.     |
| 8                                         | Enrico Gasparotto     | Team Dimension Data   | z.t.     |
| 9                                         | Davide Formolo        | BORA-hansgrohe        | z.t.     |
| 10                                        | Daniel Martin         | UAE Team Emirates     | z.t.     |
|                                           |                       |                       |          |
| 15                                        | Wilco Kelderman       | Team Sunweb           | z.t.     |
| 16                                        | Bjorg Lambrecht       | Lotto Soudal          | z.t.     |

| Algemeen klassement |                       |                  |          |
| Plaats              | Naam                  | Ploeg            | Tijd     |
|                     | Thomas De Gendt       | Lotto Soudal     | 8u23'50" |
| 2                   | Alejandro Valverde    | Movistar Team    | + 2'47"  |
| 3                   | Michael Matthews      | Team Sunweb      | + 2'48"  |
| 4                   | Maximilian Schachmann | BORA-hansgrohe   | z.t.     |
| 5                   | Daryl Impey           | Mitchelton-Scott | + 2'54"  |
| 6                   | Nairo Quintana        | Movistar Team    | + 2'56"  |
| 7                   | Egan Bernal           | Team Sky         | + 2'57"  |
| 8                   | Steven Kruijswijk     | Team Jumbo-Visma | z.t.     |
| 9                   | Luis Ángel Maté       | Cofidis          | z.t.     |
| 10                  | Patrick Bevin         | CCC Team         | + 2'58"  |
|                     |                       |                  |          |
| 11                  | Bjorg Lambrecht       | Lotto Soudal     | z.t.     |

### 3e etappe
| Sant Feliu de Guíxols – Setcases (179 km) |                    |                        |          |
| Plaats                                    | Naam               | Ploeg                  | Tijd     |
| Winnaar                                   | Adam Yates         | Mitchelton-Scott       | 5u02'18" |
| 2                                         | Egan Bernal        | Team Sky               | z.t.     |
| 3                                         | Daniel Martin      | UAE Team Emirates      | z.t.     |
| 4                                         | Nairo Quintana     | Movistar Team          | z.t.     |
| 5                                         | Miguel Ángel López | Astana Pro Team        | + 2"     |
| 6                                         | Steven Kruijswijk  | Team Jumbo-Visma       | + 30"    |
| 7                                         | Ilnoer Zakarin     | Team Katjoesja Alpecin | + 46"    |
| 8                                         | Richard Carapaz    | Movistar Team          | z.t.     |
| 9                                         | Wilco Kelderman    | Team Sunweb            | + 51"    |
| 10                                        | Michael Woods      | EF Education First     | + 53"    |
|                                           |                    |                        |          |
| 36                                        | Bjorg Lambrecht    | Lotto Soudal           | + 3'15"  |

| Algemeen klassement |                    |                        |          |
| Plaats              | Naam               | Ploeg                  | Tijd     |
|                     | Thomas De Gendt    | Lotto Soudal           | 8u23'50" |
| 2                   | Adam Yates         | Mitchelton-Scott       | + 27"    |
| 3                   | Egan Bernal        | Team Sky               | + 30"    |
| 4                   | Daniel Martin      | UAE Team Emirates      | + 33"    |
| 5                   | Nairo Quintana     | Movistar Team          | + 35"    |
| 6                   | Miguel Ángel López | Astana Pro Team        | + 39"    |
| 7                   | Steven Kruijswijk  | Team Jumbo-Visma       | + 1'06"  |
| 8                   | Ilnoer Zakarin     | Team Katjoesja Alpecin | + 1'23"  |
| 9                   | Richard Carapaz    | Movistar Team          | z.t.     |
| 10                  | Wilco Kelderman    | Team Sunweb            | + 1'26"  |

### 4e etappe
| Llanars – La Molina (150,3 km) |                    |                    |          |
| Plaats                         | Naam               | Ploeg              | Tijd     |
| Winnaar                        | Miguel Ángel López | Astana Pro Team    | 4u02'07" |
| 2                              | Gregor Mühlberger  | BORA-hansgrohe     | + 16"    |
| 3                              | Marc Soler         | Movistar Team      | z.t.     |
| 4                              | Egan Bernal        | Team Sky           | z.t.     |
| 5                              | Adam Yates         | Mitchelton-Scott   | z.t.     |
| 6                              | Nairo Quintana     | Movistar Team      | + 19"    |
| 7                              | Steven Kruijswijk  | Team Jumbo-Visma   | z.t.     |
| 8                              | Guillaume Martin   | Wanty-Gobert       | + 32"    |
| 9                              | Michael Woods      | EF Education First | + 41"    |
| 10                             | Rafał Majka        | BORA-hansgrohe     | + 42"    |
|                                |                    |                    |          |
| 40                             | Floris De Tier     | Team Jumbo-Visma   | + 6'19"  |

| Algemeen klassement |                    |                    |           |
| Plaats              | Naam               | Ploeg              | Tijd      |
|                     | Miguel Ángel López | Astana Pro Team    | 17u31'05" |
| 2                   | Adam Yates         | Mitchelton-Scott   | + 14"     |
| 3                   | Egan Bernal        | Team Sky           | + 17"     |
| 4                   | Nairo Quintana     | Movistar Team      | + 25"     |
| 5                   | Daniel Martin      | UAE Team Emirates  | + 46"     |
| 6                   | Steven Kruijswijk  | Team Jumbo-Visma   | + 56"     |
| 7                   | Michael Woods      | EF Education First | + 1'42"   |
| 8                   | Romain Bardet      | AG2R La Mondiale   | + 1'44"   |
| 9                   | Rafał Majka        | BORA-hansgrohe     | + 2'27"   |
| 10                  | Marc Soler         | Movistar Team      | + 2'36"   |
|                     |                    |                    |           |
| 30                  | Thomas De Gendt    | Lotto Soudal       | + 8'26"   |

### 5e etappe
| Puigcerdà – Sant Cugat del Vallès (188,1 km) |                       |                     |          |
| Plaats                                       | Naam                  | Ploeg               | Tijd     |
| Winnaar                                      | Maximilian Schachmann | BORA-hansgrohe      | 4u25'45" |
| 2                                            | Michael Matthews      | Team Sunweb         | + 13"    |
| 3                                            | Ryan Gibbons          | Team Dimension Data | z.t.     |
| 4                                            | Daryl Impey           | Team Dimension Data | z.t.     |
| 5                                            | Patrick Bevin         | CCC Team            | z.t.     |
| 6                                            | Phil Bauhaus          | Bahrain Merida      | z.t.     |
| 7                                            | Jay McCarthy          | BORA-hansgrohe      | + 15"    |
| 8                                            | Nairo Quintana        | Movistar Team       | z.t.     |
| 9                                            | Bjorg Lambrecht       | Lotto Soudal        | z.t.     |
| 10                                           | Miguel Ángel López    | Astana Pro Team     | z.t.     |
|                                              |                       |                     |          |
| 14                                           | Maurits Lammertink    | Roompot-Charles     | z.t.     |

| Algemeen klassement |                    |                    |           |
| Plaats              | Naam               | Ploeg              | Tijd      |
|                     | Miguel Ángel López | Astana Pro Team    | 21u57'05" |
| 2                   | Adam Yates         | Mitchelton-Scott   | + 14"     |
| 3                   | Egan Bernal        | Team Sky           | + 17"     |
| 4                   | Nairo Quintana     | Movistar Team      | + 25"     |
| 5                   | Daniel Martin      | UAE Team Emirates  | + 46"     |
| 6                   | Steven Kruijswijk  | Team Jumbo-Visma   | + 56"     |
| 7                   | Michael Woods      | EF Education First | + 1'42"   |
| 8                   | Romain Bardet      | AG2R La Mondiale   | + 1'44"   |
| 9                   | Rafał Majka        | BORA-hansgrohe     | + 2'27"   |
| 10                  | Marc Soler         | Movistar Team      | + 2'36"   |
|                     |                    |                    |           |
| 43                  | Thomas De Gendt    | Lotto Soudal       | + 15'46"  |

### 6e etappe
| Valls – Vila-seca (174,3 km) |                    |                               |          |
| Plaats                       | Naam               | Ploeg                         | Tijd     |
| Winnaar                      | Michael Matthews   | Team Sunweb                   | 3u56'36" |
| 2                            | Phil Bauhaus       | Bahrain Merida                | z.t.     |
| 3                            | Daryl Impey        | Mitchelton-Scott              | z.t.     |
| 4                            | Patrick Bevin      | CCC Team                      | z.t.     |
| 5                            | Mikel Aristi       | Euskadi Basque Country-Murias | z.t.     |
| 6                            | Hugo Hofstetter    | Cofidis                       | z.t.     |
| 7                            | Ryan Gibbons       | Team Dimension Data           | z.t.     |
| 8                            | Miguel Ángel López | Astana Pro Team               | z.t.     |
| 9                            | Rafał Majka        | BORA-hansgrohe                | z.t.     |
| 10                           | Enric Mas          | Deceuninck–Quick-Step         | z.t.     |
|                              |                    |                               |          |
| 14                           | Mathias De Witte   | Roompot-Charles               | z.t.     |
| 15                           | Steven Kruijswijk  | Team Jumbo-Visma              | z.t.     |

| Algemeen klassement |                    |                    |           |
| Plaats              | Naam               | Ploeg              | Tijd      |
|                     | Miguel Ángel López | Astana Pro Team    | 25u53'41" |
| 2                   | Adam Yates         | Mitchelton-Scott   | + 14"     |
| 3                   | Egan Bernal        | Team Sky           | + 17"     |
| 4                   | Nairo Quintana     | Movistar Team      | + 25"     |
| 5                   | Daniel Martin      | UAE Team Emirates  | + 46"     |
| 6                   | Steven Kruijswijk  | Team Jumbo-Visma   | + 56"     |
| 7                   | Michael Woods      | EF Education First | + 1'42"   |
| 8                   | Romain Bardet      | AG2R La Mondiale   | + 1'44"   |
| 9                   | Rafał Majka        | BORA-hansgrohe     | + 2'27"   |
| 10                  | Marc Soler         | Movistar Team      | + 2'36"   |
|                     |                    |                    |           |
| 41                  | Thomas De Gendt    | Lotto Soudal       | + 17'57"  |

### 7e etappe
| Barcelona – Barcelona (143,1 km) |                       |                       |          |
| Plaats                           | Naam                  | Ploeg                 | Tijd     |
| Winnaar                          | Davide Formolo        | BORA-hansgrohe        | 3u19'41" |
| 2                                | Enric Mas             | Deceuninck–Quick-Step | + 51"    |
| 3                                | Maximilian Schachmann | BORA-hansgrohe        | + 53"    |
| 4                                | Dion Smith            | Mitchelton-Scott      | + 55"    |
| 5                                | Alejandro Valverde    | Movistar Team         | z.t.     |
| 6                                | Egan Bernal           | Team Sky              | z.t.     |
| 7                                | Adam Yates            | Mitchelton-Scott      | z.t.     |
| 8                                | Nairo Quintana        | Movistar Team         | z.t.     |
| 9                                | Steven Kruijswijk     | Team Jumbo-Visma      | z.t.     |
| 10                               | Michael Woods         | EF Education First    | z.t.     |
|                                  |                       |                       |          |
| 19                               | Bjorg Lambrecht       | Lotto Soudal          | + 1'49"  |

| Algemeen klassement |                    |                       |           |
| Plaats              | Naam               | Ploeg                 | Tijd      |
|                     | Miguel Ángel López | Astana Pro Team       | 29u14'17" |
| 2                   | Adam Yates         | Mitchelton-Scott      | + 14"     |
| 3                   | Egan Bernal        | Team Sky              | + 17"     |
| 4                   | Nairo Quintana     | Movistar Team         | + 25"     |
| 5                   | Steven Kruijswijk  | Team Jumbo-Visma      | + 56"     |
| 6                   | Michael Woods      | EF Education First    | + 1'42"   |
| 7                   | Rafał Majka        | BORA-hansgrohe        | + 2'27"   |
| 8                   | Guillaume Martin   | Wanty-Gobert          | + 2'41"   |
| 9                   | Enric Mas          | Deceuninck–Quick-Step | + 2'49"   |
| 10                  | Alejandro Valverde | Movistar Team         | + 3'02"   |
|                     |                    |                       |           |
| 36                  | Thomas De Gendt    | Lotto Soudal          | + 23'40"  |

## Klassementenverloop
| Etappe       | Winnaar               | Algemeen klassement | Bergklassement  | Puntenklassement      | Jongerenklassement    | Ploegenklassement |
| ------------ | --------------------- | ------------------- | --------------- | --------------------- | --------------------- | ----------------- |
| 1            | Thomas De Gendt       | Thomas De Gendt     | Thomas De Gendt | Thomas De Gendt       | Maximilian Schachmann | Lotto Soudal      |
| 2            | Michael Matthews      | Thomas De Gendt     | Thomas De Gendt | Thomas De Gendt       | Maximilian Schachmann | Lotto Soudal      |
| 3            | Adam Yates            | Thomas De Gendt     | Thomas De Gendt | Thomas De Gendt       | Egan Bernal           | Movistar Team     |
| 4            | Miguel Ángel López    | Miguel Ángel López  | Thomas De Gendt | Thomas De Gendt       | Miguel Ángel López    | Movistar Team     |
| 5            | Maximilian Schachmann | Miguel Ángel López  | Thomas De Gendt | Maximilian Schachmann | Miguel Ángel López    | Movistar Team     |
| 6            | Michael Matthews      | Miguel Ángel López  | Thomas De Gendt | Michael Matthews      | Miguel Ángel López    | Movistar Team     |
| 7            | Davide Formolo        | Miguel Ángel López  | Thomas De Gendt | Michael Matthews      | Miguel Ángel López    | Movistar Team     |
| 0Eindstanden | 0Eindstanden          | Miguel Ángel López  | Thomas De Gendt | Michael Matthews      | Miguel Ángel López    | Movistar Team     |

1911 · 1912 · 1913 · 1914-1919 · 1920 · 1921-1922 · 1923 · 1924 · 1925 · 1926 · 1927 · 1928 · 1929 · 1930 · 1931 · 1932 · 1933 · 1934 · 1935 · 1936 · 1937 · 1938 · 1939 · 1940 · 1941 · 1942 · 1943 · 1944 · 1945 · 1946 · 1947 · 1948 · 1949 · 1950 · 1951 · 1952 · 1953 · 1954 · 1955 · 1956 · 1957 · 1958 · 1959 · 1960 · 1961 · 1962 · 1963 · 1964 · 1965 · 1966 · 1967 · 1968 · 1969 · 1970 · 1971 · 1972 · 1973 · 1974 · 1975 · 1976 · 1977 · 1978 · 1979 · 1980 · 1981 · 1982 · 1983 · 1984 · 1985 · 1986 · 1987 · 1988 · 1989 · 1990 · 1991 · 1992 · 1993 · 1994 · 1995 · 1996 · 1997 · 1998 · 1999 · 2000 · 2001 · 2002 · 2003 · 2004 · 2005 · 2006 · 2007 · 2008 · 2009 · 2010 · 2011 · 2012 · 2013 · 2014 · 2015 · 2016 · 2017 · 2018 · 2019 · 2020 · 2021 · 2022 · 2023 · 2024
Tour Down Under ·
Great Ocean Road Race ·
Ronde van de Verenigde Arabische Emiraten ·
Omloop Het Nieuwsblad ·
Strade Bianche ·
Parijs-Nice · 
Tirreno-Adriatico · 
Milaan-San Remo ·
Ronde van Catalonië ·
Driedaagse Brugge-De Panne ·
E3 BinckBank Classic ·
Gent-Wevelgem ·
Dwars door Vlaanderen ·
Ronde van Vlaanderen ·
Ronde van het Baskenland ·
Parijs-Roubaix ·
Amstel Gold Race ·
Ronde van Turkije ·
Waalse Pijl ·
Luik-Bastenaken-Luik ·
Ronde van Romandië ·
Eschborn-Frankfurt ·
Ronde van Italië ·
Ronde van Californië ·
Critérium du Dauphiné ·
Ronde van Zwitserland ·
Ronde van Frankrijk ·
Clásica San Sebastián ·
Ronde van Polen ·
RideLondon Classic ·
BinckBank Tour ·
Ronde van Spanje ·
EuroEyes Cyclassics ·
Bretagne Classic ·
GP van Quebec ·
GP van Montreal ·
Ronde van Lombardije ·
Ronde van Guangxi